# Vimmerby församling
Vimmerby församling är en territoriell församling inom Svenska kyrkan i Smålandsbygdens kontrakt av Linköpings stift, Vimmerby kommun, Kalmar län, Småland. Församlingen är moderförsamling i Vimmerby pastorat.
Församlingskyrkor är Vimmerby kyrka och Storebro kyrka.

## Administrativ historik
Vimmerby församling bildades 1965 genom sammanslagning av Vimmerby stadsförsamling och Vimmerby landsförsamling.
Församlingen utgjorde inledningsmässigt ett eget pastorat för att från 1 november 1985 vara moderförsamling i pastoratet Vimmerby och Tuna som 1992 utökades med Rumskulla församling och Pelarne församling, som från 2006 också omfattar Frödinge församling och Locknevi församling.
Före 1971 var församlingen delad av kommungräns och därför hade den två församlingskoder, 081103 för delen i Sevede landskommun och 088400 (från 1967 088401) för delen i Vimmerby stad.

## Kyrkoherdar
| Ämbetstid | Namn           | Levnadstid | Övrigt          |
| --------- | -------------- | ---------- | --------------- |
| 1968–1978 | Nils Bergström | 1920–      | Kontraktsprost. |